# Новиково (Костромская область)
Новиково — деревня в Ореховском сельском поселении Галичского района Костромской области России.

## География
Деревня расположена на берегу речки Ликша.

## История
Согласно Спискам населенных мест Российской империи в 1872 году деревня Новиково (Нойково) относилась к 1 стану Галичского уезда Костромской губернии. В ней числилось 6 дворов, проживало 19 мужчин и 16 женщины.
Согласно переписи населения 1897 года в деревне проживало 54 человека (26 мужчин и 28 женщин).
Согласно Списку населенных мест Костромской губернии в 1907 году деревня относилась к Котельской волости Галичского уезда Костромской губернии. По сведениям волостного правления за 1907 год в ней числилось 11 крестьянских дворов и 75 жителей. Основными занятиями жителей деревни, помимо земледелия, были малярный и плотницкий промыслы. На 2020 год, в деревне постоянно проживает 3 человека, 1 мужчина и 2 женщины.
До муниципальной реформы 2010 года деревня также входила в состав Ореховского сельского поселения.